# Olympische Sommerspiele 1920/Leichtathletik – 5000 m (Männer)

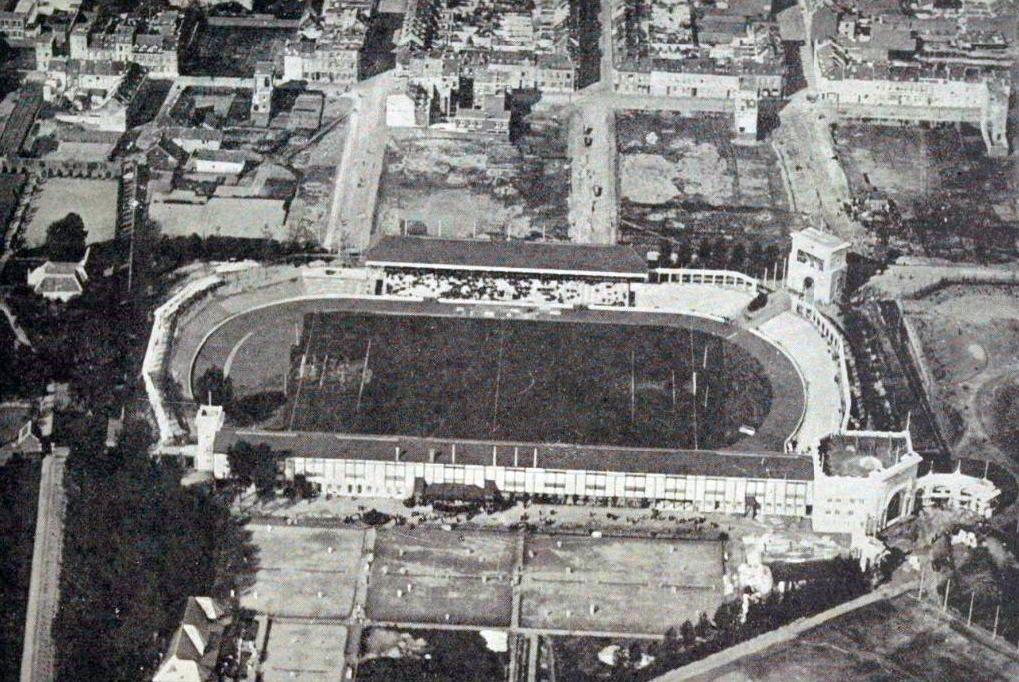
Das Antwerpener Olympiastadion

Der 5000-Meter-Lauf der Männer bei den Olympischen Spielen 1920 in Antwerpen wurde am 16. und 17. August 1920 im Antwerpener Olympiastadion ausgetragen. 38 Athleten nahmen daran teil.
Olympiasieger wurde der Franzose Joseph Guillemot vor dem Finnen Paavo Nurmi und dem Schweden Eric Backman.
Der Schweizer Alfred Gaschen schied in 16:03,0 min als Vorlauffünfter aus.

Deutschland und Österreich waren von der Teilnahme an diesen Spielen 1920 ausgeschlossen.

## Bestehende Rekorde
| WR | 14:36,6 min | Hannes Kolehmainen ( Großfürstentum Finnland) | OS Stockholm, Schweden | 10. Juli 1912 |
| OR | 14:36,6 min | Hannes Kolehmainen ( Großfürstentum Finnland) | OS Stockholm, Schweden | 10. Juli 1912 |

Der olympische Rekord wurde bei den Spielen von Antwerpen nicht erreicht.

## Durchführung des Wettbewerbs
Am 16. August (10.00 Uhr Ortszeit) wurden insgesamt vier Vorläufe durchgeführt. Die jeweils ersten vier Läufer – hellblau unterlegt – qualifizierten sich für das am folgenden Tag um 15.15 Uhr angesetzte Finale.

## Vorläufe
Datum: 16. August 1920, 10.00 Uhr Ortszeit
Die Zeitangaben sind nicht komplett überliefert.

### Vorlauf 1
| Platz | Name                 | Nation             | Zeit        | Anmerkung |
| ----- | -------------------- | ------------------ | ----------- | --------- |
| 1     | Rudolf Falk          | Schweden           | 15:17,8 min |           |
| 2     | Herbert Irwin        | Großbritannien     | 15:17,8 min |           |
| 3     | Teodor Koskenniemi   | Finnland           | 15:22,0 min |           |
| 4     | Clifford C. Furnas   | USA                | 15:23,8 min |           |
| 5     | Alfred Gaschen       | Schweiz            | 16:03,0 min |           |
| 6     | Augusto Maccario     | Königreich Italien | k. A.       |           |
| 7     | Jean-Baptiste Manhès | Frankreich         | 16:07,8 min |           |
| DNF   | Pierre Trullemans    | Belgien            |             |           |
| DNF   | Panagiotis Retelas   | Griechenland       |             |           |
| DNF   | Tommy Town           | Kanada             |             |           |

### Vorlauf 2

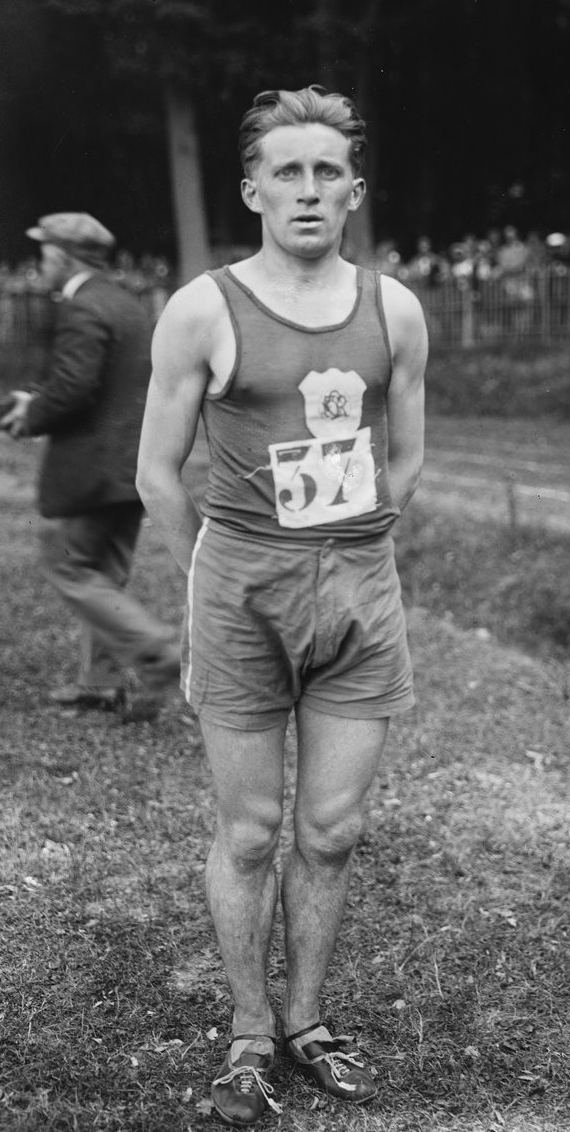
Lucien Duquesne – ausgeschieden als Fünfter des zweiten Vorlaufs

| Platz | Name                  | Nation             | Zeit        | Anmerkung |
| ----- | --------------------- | ------------------ | ----------- | --------- |
| 1     | Joe Blewitt           | Großbritannien     | 15:19,8 min |           |
| 2     | Julien Van Campenhout | Belgien            | 15:22,6 min |           |
| 3     | Horace Brown          | USA                | 15:31,8 min |           |
| 4     | Nils Bergström        | Schweden           | 15.39,4 min |           |
| 5     | Lucien Duquesne       | Frankreich         | 16:08,2 min |           |
| 6     | Juan Muguerza         | Spanien            | k. A.       |           |
| 7     | Konosuke Sano         | Japan              | k. A.       |           |
| DNF   | Artur Nielsen         | Dänemark           |             |           |
| DNF   | Teodoro Pons          | Spanien            |             |           |
| DNF   | Carlo Martinenghi     | Königreich Italien |             |           |

### Vorlauf 3
| Platz | Name              | Nation             | Zeit        | Anmerkung |
| ----- | ----------------- | ------------------ | ----------- | --------- |
| 1     | Carlo Speroni     | Königreich Italien | 15:27,6 min |           |
| 2     | Paavo Nurmi       | Finnland           | 15:33,0 min |           |
| 3     | William Seagrove  | Großbritannien     | 15:53,6 min |           |
| 4     | Emanuel Lundström | Schweden           | 16:04,2 min |           |
| 5     | Charles Hunter    | USA                | k. A.       |           |
| 6     | Alexandros Kranis | Griechenland       | k. A.       |           |
| 7     | François Vyncke   | Belgien            | k. A.       |           |
| 8     | Karel Pacák       | Tschechoslowakei   | k. A.       |           |
| 9     | Abdel Ali Maghoub | Ägypten            | k. A.       |           |

### Vorlauf 4

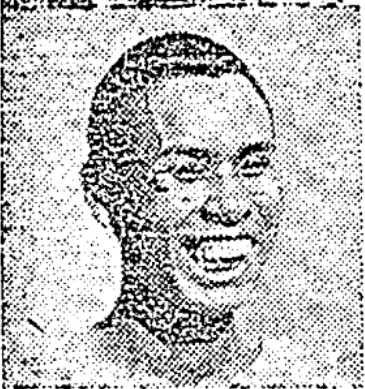
Tomeichi Oura – ausgeschieden als Sechster des vierten Vorlaufs
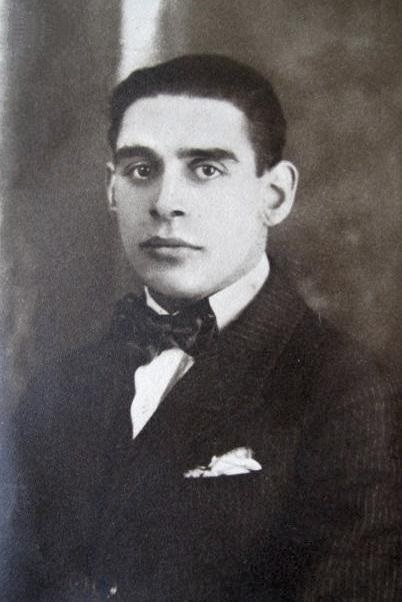
Henri Smets – gescheitert als Achter des vierten Vorlaufs

| Platz | Name                 | Nation         | Zeit        | Anmerkung |
| ----- | -------------------- | -------------- | ----------- | --------- |
| 1     | Joseph Guillemot     | Frankreich     | 15:33,0 min |           |
| 2     | Eric Backman         | Schweden       | 15:34,0 min |           |
| 3     | Ivan Dresser         | USA            | 15:41,8 min |           |
| 4     | Alfred Nichols       | Großbritannien | 15:54,0 min |           |
| 5     | Ilmari Vesamaa       | Finnland       | 15:54,4 min |           |
| 6     | Tomeichi Oura        | Japan          | k. A.       |           |
| 7     | Jón Jónsen           | Dänemark       | k. A.       |           |
| 8     | Henri Smets          | Belgien        | k. A.       |           |
| 9     | Gerardus van der Wel | Niederlande    | k. A.       |           |

## Finale
Datum: 17. August 1920, 11.15 Uhr Ortszeit
| Platz | Name                  | Nation             | Zeit        | Anmerkung |
| ----- | --------------------- | ------------------ | ----------- | --------- |
| 1     | Joseph Guillemot      | Frankreich         | 14:55,6 min |           |
| 2     | Paavo Nurmi           | Finnland           | 15:00,0 min |           |
| 3     | Eric Backman          | Schweden           | 15:13,0 min |           |
| 4     | Teodor Koskenniemi    | Finnland           | 15:17,0 min |           |
| 5     | Joe Blewitt           | Großbritannien     | 15:19,0 min |           |
| 6     | William Seagrove      | Großbritannien     | 15:21,0 min |           |
| 7     | Carlo Speroni         | Königreich Italien | k. A.       |           |
| 8     | Alfred Nichols        | Großbritannien     | k. A.       |           |
| 9     | Julien Van Campenhout | Belgien            | k. A.       |           |
| 10    | Nils Bergström        | Schweden           | k. A.       |           |
| 11    | Rudolf Falk           | Schweden           | k. A.       |           |
| 12    | Herbert Irwin         | Großbritannien     | k. A.       |           |
| 13    | Emanuel Lundström     | Schweden           | k. A.       |           |
| DNF   | Clifford C. Furnas    | USA                |             |           |
| DNF   | Horace Brown          | USA                |             |           |
| DNF   | Ivan Dresser          | USA                |             |           |

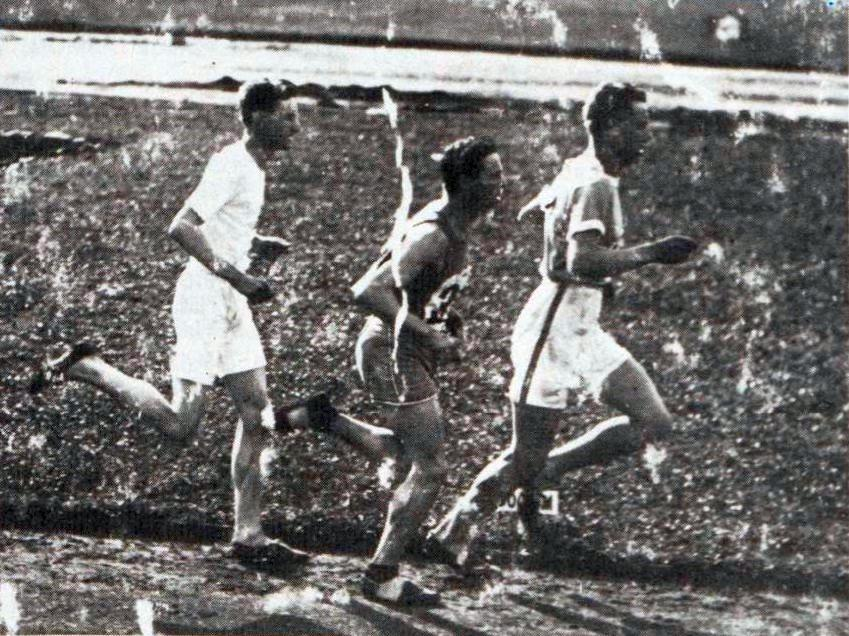
In dieser Phase des 5000-Meter-Finales führte Paavo Nurmi vor dem späteren Sieger Joseph Guillemot

Joseph Guillemot und Paavo Nurmi übernahmen nach zwei Runden die Führung und liefen gemeinsam das Rennen mit einem sich immer mehr vergrößernden Vorsprung vor dem Rest des Feldes. Zweihundert Meter vor Schluss zog der Franzose, der im Ersten Weltkrieg eine schwere Senfgasvergiftung erlitten hatte, den Endspurt an und siegte vor dem Finnen.
Für Paavo Nurmi war es die erste von insgesamt zwölf olympischen Medaillen, die er zwischen 1920 und 1928 gewinnen konnte.

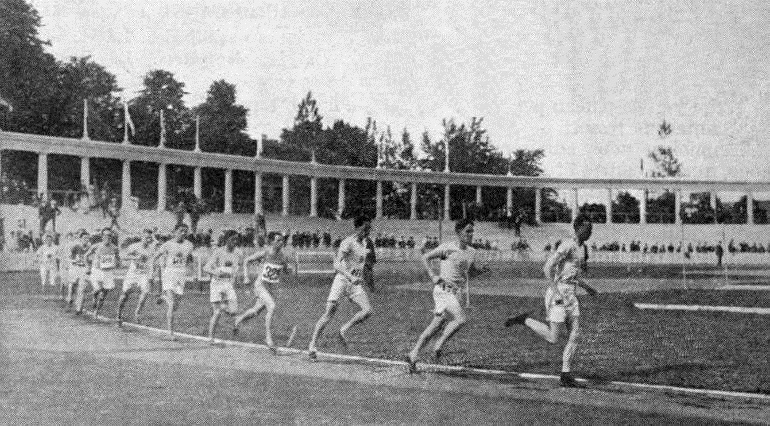
Ein noch geschlossenes Feld zu Beginn des  Rennens
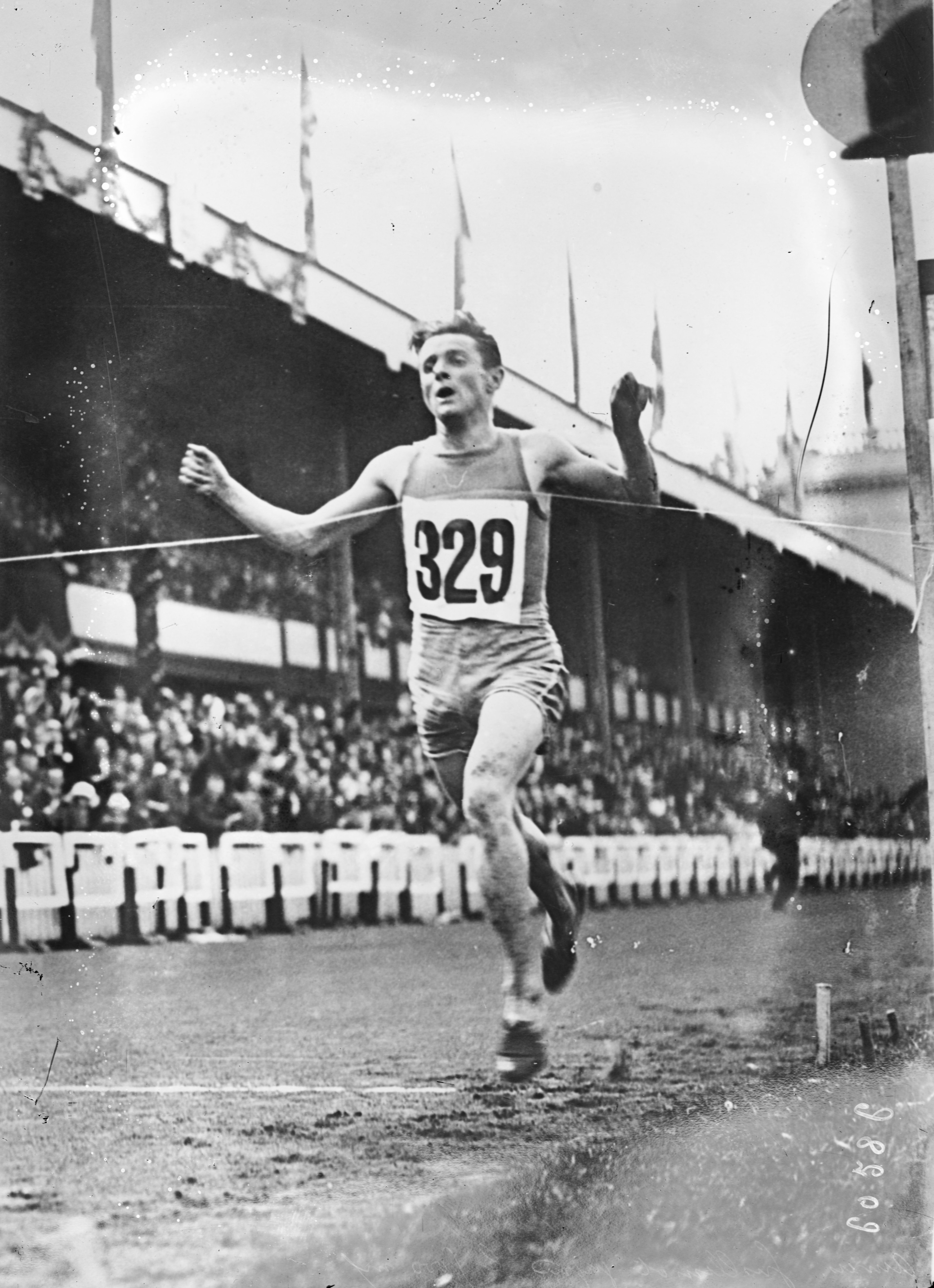
Olympiasieger Joseph Guillemot
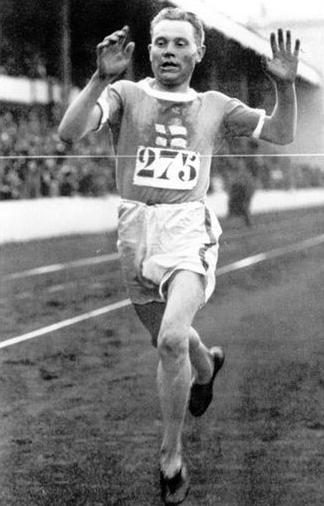
Hier gab es die erste von zwölf olympischen Medaillen für ihn: Silber für Paavo Nurmi

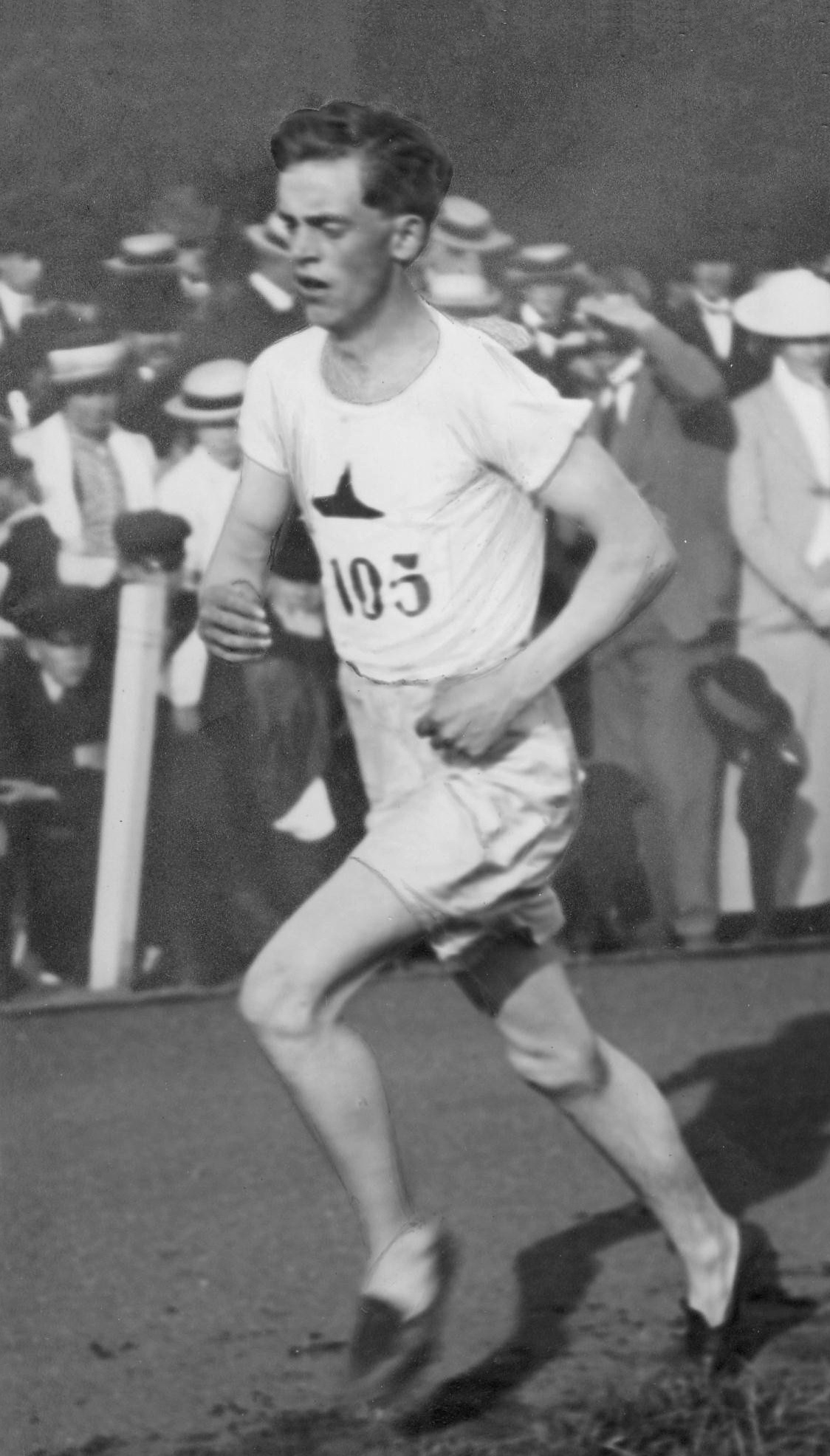
Bronzemedaillengewinner Eric Backman
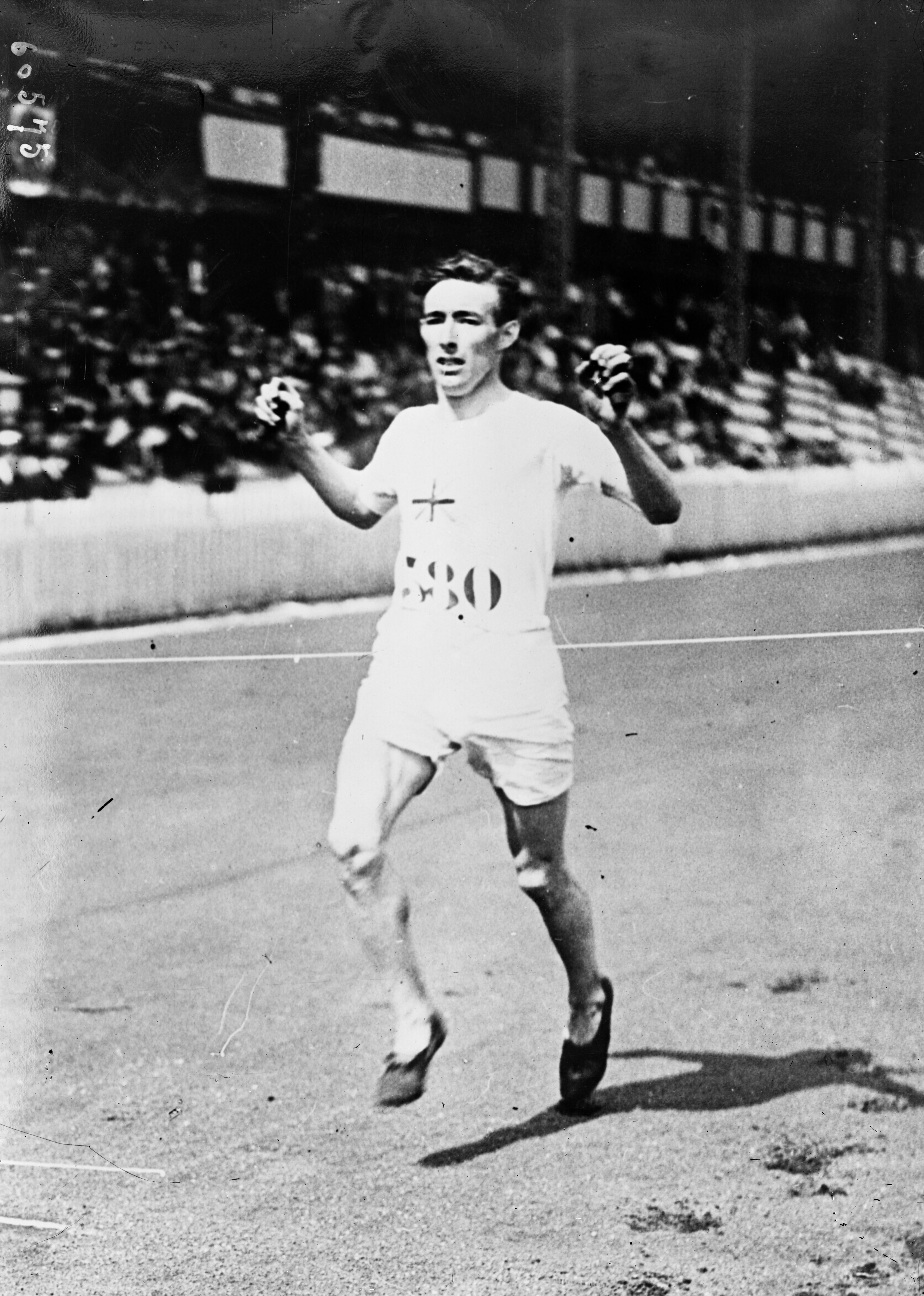
Rang fünf für Joe Blewitt
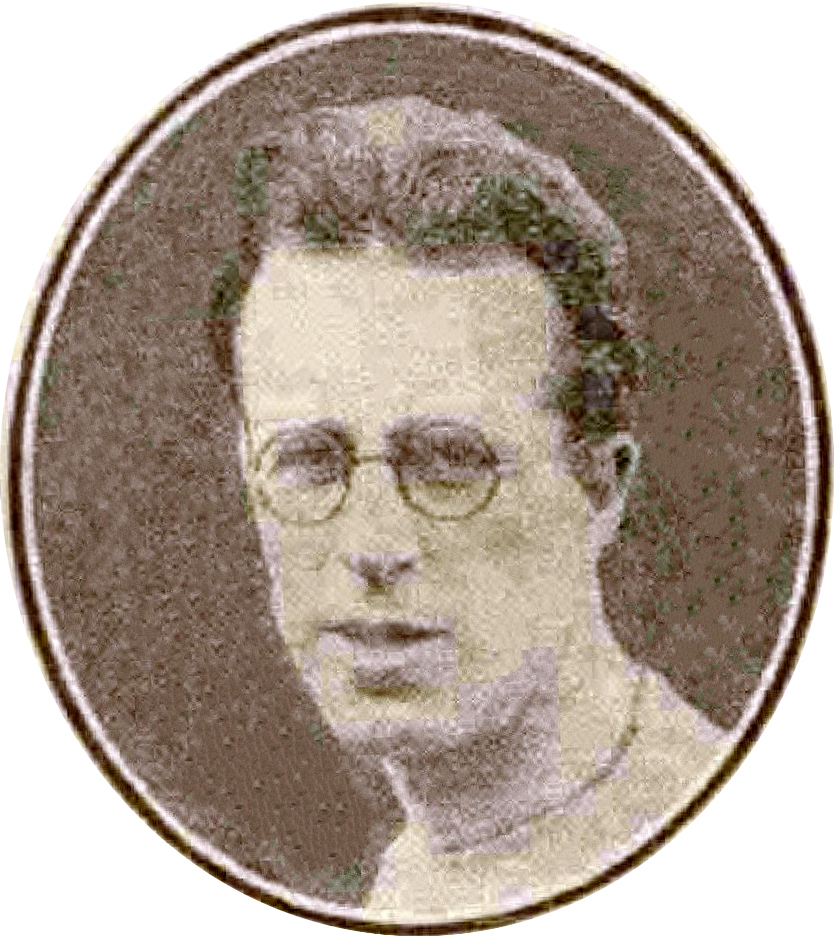
Der sechstplatzierte William Seagrove
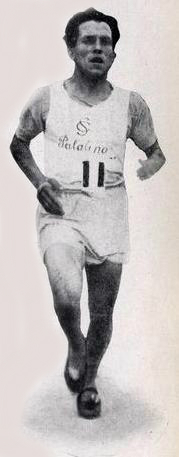
Carlo Speroni erreichte das Finale und wurde Siebter

## Video
- Joseph Guillemot Beats Paavo Nurmi To 5,000m Gold - Antwerp 1920 Olympics, youtube.com, abgerufen am 25. Mai 2021